# Pyrenula darjeelingensis
Pyrenula darjeelingensis är en lavart som beskrevs av Jagadeesh Ram & G. P. Sinha. Pyrenula darjeelingensis ingår i släktet Pyrenula och familjen Pyrenulaceae.   Inga underarter finns listade i Catalogue of Life.